# L.R. Vicenza 2020-2021
Questa voce raccoglie le informazioni riguardanti il L.R. Vicenza (L.R. Vicenza Virtus fino al 9 febbraio 2021) nelle competizioni ufficiali della stagione 2020-2021.

## Stagione
Il Vicenza torna in serie B dopo tre stagioni in terza categoria e dopo aver disputato il precedente campionato al vertice, campionato però terminato anticipatamnete a causa della pandemia COVID.
Obiettivo della società, per questo primo campionato cadetto della nuova proprietà, è la salvezza tranquilla per poi provare a puntare alla promozione dalla stagione successiva.
La stagione ufficiale parte con il ritiro che si svolge, anche quest'anno, presso l'Altopiano dei Sette Comuni (tra Gallio, dove soggiornano ed Asiago dove si svolgono le sedute di allenamento) dal 27 luglio all'8 agosto.
A ritiro terminato i biancorossi, agli ordini di mister Di Carlo affrontano una serie di amichevoli numericamente più consistenti rispetto agli anni precedenti e con diverse squadre di categoria superiore: il 28 agosto contro la Feralpisalò, il 29 agosto contro l'Udinese, il 4 settembre contro la Lazio, il 9 settembre contro il Milan, il 12 settembre contro il Monza.
A livello di calciomercato la squadra si muove già prima dell'apertura delle operazioni (sfruttando la conclusione anticipata del campionato di serie C), prendendo in prestito il giovane terzino Beruatto (proveniente dalla Juventus) e il difensore Ierardi (dal Südtirol).
Il girone di andata vede la squadra disputare partite altalenanti. Buone prestazioni con squadre di alta classifica mentre prestazioni deludenti con squadre più abbordabili. Viene poi evidenziata la mancanza di un attaccante in grado di dare solidità alla fase offensiva del Vicenza. Il girone di andata si chiude con la squadra a metà classifica con 21 punti.
Anche il girone di ritorno si conferma con risultati altalenanti anche se la squadra si mantieme sempre sopra la quota dei playout arrivando quasi a sfiorare la zona playoff. Conquistata la matematica salvezza con una giornata di anticipo (pareggio per 1-1 a Frosinone), i biancorossi chiudono la stagione al 12º posto con 48 punti in classifica.

## Divise e sponsor
Per la terza stagione consecutiva lo sponsor tecnico è Lotto e lo sponsor principale di maglia è Diesel. Ad esso si affiancano i seguenti marchi:
- Aon e Protek sono sponsor del retro maglia per le partite in casa.
- Famila è lo sponsor per il retro maglia per le partite in trasferta.
- Legor è lo sponsor manica per le partite in casa.
- Pac è lo sponsor manica per le partite in trasferta.
- Fendt è lo sponsor dei pantaloncini neri della divisa away.

La maglia interna declina i consueti "pali" bianco-rossi in una soluzione a larghezza ridotta, che riprende lo stile della casacca indossata nella stagione 1967-1968; dettaglio di rifinitura è un disegno a frecce "tono su tono". I pali si interrompono frontalmente per far spazio allo sponsor principale e, in maniera più netta, sul retro onde collocarvi numeri e nomi dei giocatori. La "R" del Lanerossi è ricamata in blu sul petto. I pantaloncini sono bianchi e i calzettoni rossi.
Il completo esterno (maglia, calzoni, calze) è in verde militare molto scuro, con un disegno torsale a strisce verticali "tono su tono"; loghi, personalizzazioni e rifiniture sono color oro.
A disposizione vi sono anche un terzo completo bianco con finiture rosse e una quarta casacca (non impiegata in partite) in cui le strisce biancorosse si "scompongono" in varie righe orizzontali e verticali distribuite irregolarmente.
| Casa | Trasferta | Terza | Quarta |

## Organigramma societario
Area direttiva
- Presidente: Stefano Rosso
- Consigliere Delegato: Denis Vigo
- Consigliere Indipendente: Paolo Rossi[5] †[6]
- Direttore Generale: Paolo Bedin
- Segretario Generale: Renato Schena
- Finance Manager: Elisabetta Alzeni
- Amministrazione: Federico Marchesini

Area comunicazione e marketing
- Marketing e Comunicazione: Sara Vivian
- Commerciale: Nicola Rossi
- Segreteria Marketing e Commerciale: Valeria Visentin
- Grafica: Stefano Sartore
- Stadio e logistica: Sergio Valerio, Elena Giavatto

Area sportiva
- Direttore Sportivo: Giuseppe Magalini
- Team manager: Andrea Basso

Area tecnica
- Allenatore: Domenico Di Carlo
- Allenatore in 2ª: Claudio Valigi
- Collaboratore tecnico e match analyst:  Martino Sofia
- Preparatore atletico: Lorenzo Riela
- Allenatore dei portieri: Marco Zuccher
- Allenatore Berretti: Guido Belardinelli
- Magazziniere: Ermanno Zanolla, Ivana Spallino

Area sanitaria
- Responsabile medico: Mario Cionfoli
- Medico sociale: Diego Ave
- Infermiere professionale: Massimo Toniolo
- Fisioterapisti: Felice Zuin, Giacomo Toniolo

## Rosa
Rosa aggiornata al 21 gennaio 2021.
| N. |                      | Ruolo | Calciatore         |
| -- | -------------------- | ----- | ------------------ |
| 4  | Argentina (bandiera) | D     | Nahuel Valentini   |
| 4  | Argentina (bandiera) | C     | Federico Scoppa    |
| 5  | Italia (bandiera)    | D     | Nicola Bizzotto    |
| 6  | Italia (bandiera)    | C     | Loris Zonta        |
| 7  | Italia (bandiera)    | A     | Andrea Nalini      |
| 8  | Italia (bandiera)    | C     | Antonio Cinelli    |
| 9  | Italia (bandiera)    | A     | Gabriele Gori      |
| 10 | Italia (bandiera)    | A     | Stefano Giacomelli |
| 11 | Belgio (bandiera)    | C     | Jari Vandeputte    |
| 12 | Italia (bandiera)    | P     | Nicolas Gerardi    |
| 13 | Italia (bandiera)    | D     | Nicola Pasini      |
| 14 | Italia (bandiera)    | C     | Simone Tronchin    |
| 15 | Italia (bandiera)    | D     | Matteo Bruscagin   |
| 16 | Italia (bandiera)    | D     | Emanuele Padella   |
| 17 | Italia (bandiera)    | A     | Simone Guerra      |
| 18 | Italia (bandiera)    | A     | Alessandro Marotta |
| 19 | Italia (bandiera)    | D     | Mario Ierardi      |

| N. |                   | Ruolo | Calciatore          |
| -- | ----------------- | ----- | ------------------- |
| 20 | Italia (bandiera) | D     | Pietro Beruatto     |
| 21 | Ghana (bandiera)  | A     | Issa Ouro Agouda    |
| 22 | Italia (bandiera) | P     | Matteo Grandi       |
| 23 | Italia (bandiera) | D     | Daniel Cappelletti  |
| 24 | Italia (bandiera) | D     | Luca Barlocco       |
| 27 | Italia (bandiera) | C     | Simone Pontisso     |
| 29 | Italia (bandiera) | A     | Samuele Longo       |
| 30 | Italia (bandiera) | C     | Luca Rigoni         |
| 33 | Italia (bandiera) | P     | Pietro Perina       |
| 34 | Italia (bandiera) | C     | Nicola Dalmonte     |
| 39 | Italia (bandiera) | A     | Tommaso Mancini     |
| 40 | Italia (bandiera) | C     | Jacopo Da Riva      |
| 45 | Italia (bandiera) | C     | Davide Agazzi       |
| 69 | Italia (bandiera) | A     | Riccardo Meggiorini |
| 70 | Italia (bandiera) | A     | Davide Lanzafame    |
| 76 | Italia (bandiera) | D     | Nicholas Fantoni    |
| 95 | Gambia (bandiera) | A     | Lamin Jallow        |

## Calciomercato

### Mercato estivo(dal 1º settembre al 5 ottobre 2020)
| Acquisti         | Acquisti            | Acquisti     | Acquisti                                          |
| R.               | Nome                | da           | Modalità                                          |
| ---------------- | ------------------- | ------------ | ------------------------------------------------- |
| P                | Pietro Perina       |              | sottoscrizione contratto                          |
| D                | Pietro Beruatto     | Juventus     | prestito con diritto di riscatto e controriscatto |
| D                | Mario Ierardi       | Südtirol     | definitivo                                        |
| C                | Jacopo Da Riva      | Atalanta     | prestito                                          |
| A                | Nicola Dalmonte     | Genoa        | prestito con diritto di riscatto                  |
| A                | Gabriele Gori       | Fiorentina   | prestito                                          |
| A                | Lamin Jallow        | Salernitana  | definitivo                                        |
| A                | Samuele Longo       | Inter        | definitivo                                        |
| A                | Riccardo Meggiorini |              | sottoscrizione contratto                          |
| Altre operazioni |                     |              |                                                   |
| R.               | Nome                | da           | Modalità                                          |
| A                | Simone Tronchin     | Montebelluna | definitivo                                        |

| Cessioni         | Cessioni           | Cessioni             | Cessioni      |
| R.               | Nome               | a                    | Modalità      |
| ---------------- | ------------------ | -------------------- | ------------- |
| P                | Mirko Albertazzi   |                      | svincolato    |
| D                | Davide Bianchi     |                      | svincolato    |
| D                | Matteo Liviero     |                      | svincolato    |
| C                | Leonardo Zarpellon | Virtus Verona        | prestito      |
| A                | Rachid Arma        |                      | svincolato    |
| A                | Andrea Saraniti    | Lecce                | fine prestito |
| A                | Alberto Tronco     |                      | svincolato    |
| Altre operazioni |                    |                      |               |
| R.               | Nome               | a                    | Modalità      |
| P                | Semuel Pizzignacco | Legnago              | prestito      |
| D                | Enrico Rossi       | Arzignano Valchiampo | prestito      |
| A                | David Okoli        |                      | svincolato    |

### Sessione invernale(dal 4 gennaio al 1º febbraio 2021)
| Acquisti         | Acquisti         | Acquisti        | Acquisti   |
| R.               | Nome             | da              | Modalità   |
| ---------------- | ---------------- | --------------- | ---------- |
| D                | Nahuel Valentini | Padova          | prestito   |
| C                | Davide Agazzi    | Livorno         | definitivo |
| A                | Davide Lanzafame | Adana Demirspor | svincolato |
| Altre operazioni |                  |                 |            |
| R.               | Nome             | da              | Modalità   |

| Cessioni         | Cessioni           | Cessioni    | Cessioni   |
| R.               | Nome               | a           | Modalità   |
| ---------------- | ------------------ | ----------- | ---------- |
| D                | Nicola Bizzotto    | Monopoli    | definitivo |
| C                | Federico Scoppa    | Cavese      | definitivo |
| A                | Simone Guerra      | Feralpisalò | definitivo |
| A                | Alessandro Marotta | Juve Stabia | definitivo |
| Altre operazioni |                    |             |            |
| R.               | Nome               | a           | Modalità   |

## Risultati

### Coppa Italia
| Arbitro: | Ayroldi (Molfetta) |

|                                                            |           |                            |
| Giacomelli 45+1’ (rig.) Marotta 92’ (rig.) Vandeputte 108’ | Marcatori | 32’ Parker 113’ Latte Lath |

| Arbitro: | Rapuano (Rimini) |

|                                          |           |          |
| Forestieri 21’ Deulofeu 60’ Pussetto 64’ | Marcatori | 88’ Gori |

## Statistiche

### Statistiche di squadra
Statistiche aggiornate al 10 maggio 2021
| Competizione | Punti       | In casa | In casa | In casa | In casa | In casa | In casa | In trasferta | In trasferta | In trasferta | In trasferta | In trasferta | In trasferta | Totale | Totale | Totale | Totale | Totale | Totale | DR |
| Competizione | Punti       | G       | V       | N       | P       | Gf      | Gs      | G            | V            | N            | P            | Gf           | Gs           | G      | V      | N      | P      | Gf     | Gs     | DR |
| ------------ | ----------- | ------- | ------- | ------- | ------- | ------- | ------- | ------------ | ------------ | ------------ | ------------ | ------------ | ------------ | ------ | ------ | ------ | ------ | ------ | ------ | -- |
| Serie B      | 48          | 19      | 5       | 9       | 5       | 22      | 24      | 19           | 6            | 6            | 7            | 26           | 29           | 38     | 11     | 15     | 12     | 48     | 53     | -5 |
| Coppa Italia | Terzo turno | 1       | 1       | 0       | 0       | 3       | 2       | 1            | 0            | 0            | 1            | 1            | 3            | 2      | 1      | 0      | 1      | 4      | 5      | -1 |
| Totale       |             | 20      | 6       | 9       | 5       | 25      | 26      | 20           | 6            | 6            | 8            | 27           | 32           | 40     | 12     | 15     | 13     | 52     | 58     | -6 |

### Andamento in campionato
| Giornata  | 1  | 2  | 3      | 4  | 5  | 6  | 7  | 8      | 9  | 10 | 11 | 12 | 13 | 14 | 15 | 16 | 17 | 18 | 19 | 20 | 21 | 22 | 23 | 24 | 25 | 26 | 27 | 28 | 29 | 30 | 31 | 32 | 33 | 34 | 35 | 36 | 37 | 38 |
| --------- | -- | -- | ------ | -- | -- | -- | -- | ------ | -- | -- | -- | -- | -- | -- | -- | -- | -- | -- | -- | -- | -- | -- | -- | -- | -- | -- | -- | -- | -- | -- | -- | -- | -- | -- | -- | -- | -- | -- |
| Luogo     | T  | C  | T      | C  | T  | C  | T  | C      | T  | C  | T  | T  | C  | C  | T  | C  | T  | C  | T  | C  | T  | C  | T  | C  | T  | C  | T  | C  | T  | C  | C  | T  | T  | C  | T  | C  | T  | C  |
| Risultato | P  | N  | N      | N  | P  | N  | V  | N      | N  | N  | V  | P  | V  | N  | P  | P  | V  | N  | P  | N  | V  | P  | N  | N  | N  | V  | V  | P  | N  | V  | V  | P  | P  | P  | V  | P  | N  | V  |
| Posizione | 18 | 14 | [ 17 ] | 18 | 19 | 18 | 14 | [ 18 ] | 14 | 15 | 14 | 15 | 13 | 11 | 14 | 13 | 12 | 13 | 12 | 13 | 12 | 13 | 12 | 13 | 14 | 13 | 11 | 13 | 12 | 11 | 10 | 10 | 12 | 13 | 12 | 14 | 13 | 12 |

Fonte:  Serie B – Classifica, su legab.it. URL consultato il 27 settembre 2020 (archiviato dall'url originale il 20 ottobre 2020).
Legenda:

Luogo: C = Casa; T = Trasferta. Risultato: V = Vittoria; N = Pareggio; P = Sconfitta.

### Statistiche dei giocatori
| Giocatore      | Serie B  | Serie B | Serie B     | Serie B    | Coppa Italia | Coppa Italia | Coppa Italia | Coppa Italia | Totale   | Totale | Totale      | Totale     |
| Giocatore      | Presenze | Reti    | Ammonizioni | Espulsioni | Presenze     | Reti         | Ammonizioni  | Espulsioni   | Presenze | Reti   | Ammonizioni | Espulsioni |
| -------------- | -------- | ------- | ----------- | ---------- | ------------ | ------------ | ------------ | ------------ | -------- | ------ | ----------- | ---------- |
| D. Agazzi      | 5        | 0       | 1           | 0          | 0            | 0            | 0            | 0            | 5        | 0      | 1           | 0          |
| L. Barlocco    | 13       | 0       | 3           | 0          | 2            | 0            | 1            | 0            | 15       | 0      | 4           | 0          |
| P. Beruatto    | 14       | 0       | 6           | 0          | 1            | 0            | 0            | 0            | 15       | 0      | 6           | 0          |
| N. Bizzotto    | 4        | 0       | 0           | 0          | 2            | 0            | 0            | 0            | 6        | 0      | 0           | 0          |
| M. Bruscagin   | 15       | 0       | 3           | 0          | 0            | 0            | 0            | 0            | 15       | 0      | 3           | 0          |
| A. Cinelli     | 20       | 0       | 4           | 0          | 2            | 0            | 0            | 0            | 22       | 0      | 4           | 0          |
| D. Cappelletti | 20       | 3       | 5           | 0          | 0            | 0            | 0            | 0            | 20       | 3      | 5           | 0          |
| J. Da Riva     | 12       | 3       | 3           | 0          | 1            | 0            | 1            | 0            | 13       | 3      | 4           | 0          |
| N. Dalmonte    | 15       | 3       | 2           | 1          | 1            | 0            | 0            | 0            | 16       | 3      | 2           | 1          |
| N. Fantoni     | 0        | 0       | 0           | 0          | 1            | 0            | 1            | 0            | 1        | 0      | 1           | 0          |
| S. Giacomelli  | 16       | 1       | 1           | 0          | 2            | 1            | 0            | 0            | 18       | 2      | 1           | 0          |
| G. Gori        | 17       | 2       | 1           | 1          | 1            | 1            | 0            | 0            | 18       | 3      | 1           | 1          |
| M. Grandi      | 15       | -20     | 0           | 1          | 0            | 0            | 0            | 0            | 15       | -20    | 0           | 1          |
| S. Guerra      | 12       | 0       | 0           | 0          | 2            | 0            | 0            | 0            | 14       | 0      | 0           | 0          |
| M. Ierardi     | 0        | 0       | 0           | 0          | 1            | 0            | 1            | 0            | 1        | 0      | 1           | 0          |
| L. Jallow      | 16       | 1       | 4           | 0          | 1            | 0            | 0            | 0            | 17       | 1      | 4           | 0          |
| D. Lanzafame   | 1        | 1       | 0           | 0          | 1            | 0            | 0            | 0            | 2        | 1      | 0           | 0          |
| S. Longo       | 12       | 3       | 6           | 1          | 2            | 0            | 0            | 0            | 14       | 3      | 6           | 1          |
| T. Mancini     | 1        | 0       | 0           | 0          | 1            | 0            | 0            | 0            | 2        | 0      | 0           | 0          |
| A. Marotta     | 11       | 1       | 3           | 0          | 1            | 1            | 0            | 0            | 12       | 2      | 3           | 0          |
| R. Meggiorini  | 19       | 6       | 4           | 0          | 0            | 0            | 0            | 0            | 19       | 6      | 4           | 0          |
| A. Nalini      | 4        | 0       | 0           | 0          | 0            | 0            | 0            | 0            | 4        | 0      | 0           | 0          |
| I. Ouro Agouda | 0        | 0       | 0           | 0          | 1            | 0            | 0            | 0            | 1        | 0      | 0           | 0          |
| E. Padella     | 17       | 2       | 3           | 0          | 0            | 0            | 0            | 0            | 17       | 2      | 3           | 0          |
| N. Pasini      | 12       | 0       | 4           | 0          | 2            | 0            | 0            | 0            | 14       | 0      | 4           | 0          |
| P. Perina      | 8        | -10     | 0           | 0          | 2            | -5           | 0            | 0            | 10       | -15    | 0           | 0          |
| S. Pontisso    | 10       | 0       | 1           | 0          | 0            | 0            | 0            | 0            | 10       | 0      | 1           | 0          |
| L. Rigoni      | 15       | 1       | 6           | 0          | 0            | 0            | 0            | 0            | 15       | 1      | 6           | 0          |
| F. Scoppa      | 5        | 0       | 1           | 0          | 1            | 0            | 1            | 0            | 6        | 0      | 2           | 0          |
| S. Tronchin    | 1        | 0       | 0           | 0          | 1            | 0            | 0            | 0            | 2        | 0      | 0           | 0          |
| N. Valentini   | 1        | 0       | 0           | 0          | 1            | 0            | 0            | 0            | 2        | 0      | 0           | 0          |
| J. Vandeputte  | 13       | 0       | 2           | 0          | 2            | 1            | 0            | 0            | 15       | 1      | 2           | 0          |
| L. Zonta       | 18       | 1       | 2           | 0          | 2            | 0            | 0            | 0            | 20       | 1      | 2           | 0          |